# Sultanát Kuku
Sultanát Kuku (kabylsky ⵜⴰⴳⵍⴷⴰ ⵏ ⴽⵓⴽⵓ, Tagelda n Kuku, arabsky مملكة جرجرة‎), nazýváno také jako království Kuku, byl drobný nezávislý kabylský (berberský) stát v Kabylii v severní Africe v období 16. a 17. století. Sultanát byl jedním ze tří kabylských království. Zakladatelem sultanátu a jeho prvním sultánem se stal roku 1515 Ahmed ou el Kadhi.  Sultanát ovládaný dynastií Ath l-Qadi zanikl v roce 1632 nebo 1638, kdy se zhroutil v důsledku své upadající autority nad berberskými kmeny. V současnosti je toto území součástí Alžírska. Hlavním městem bylo Kuku (arabsky كوكو‎).